# Líjar
Líjar este o municipalitate din provincia Almería, Andaluzia, Spania cu o populație de 520 locuitori.